# Observatorium

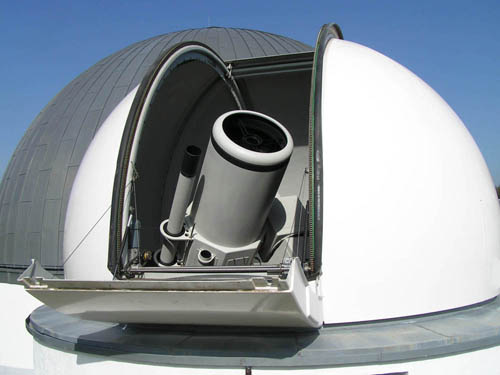
Observatorium med teleskop.

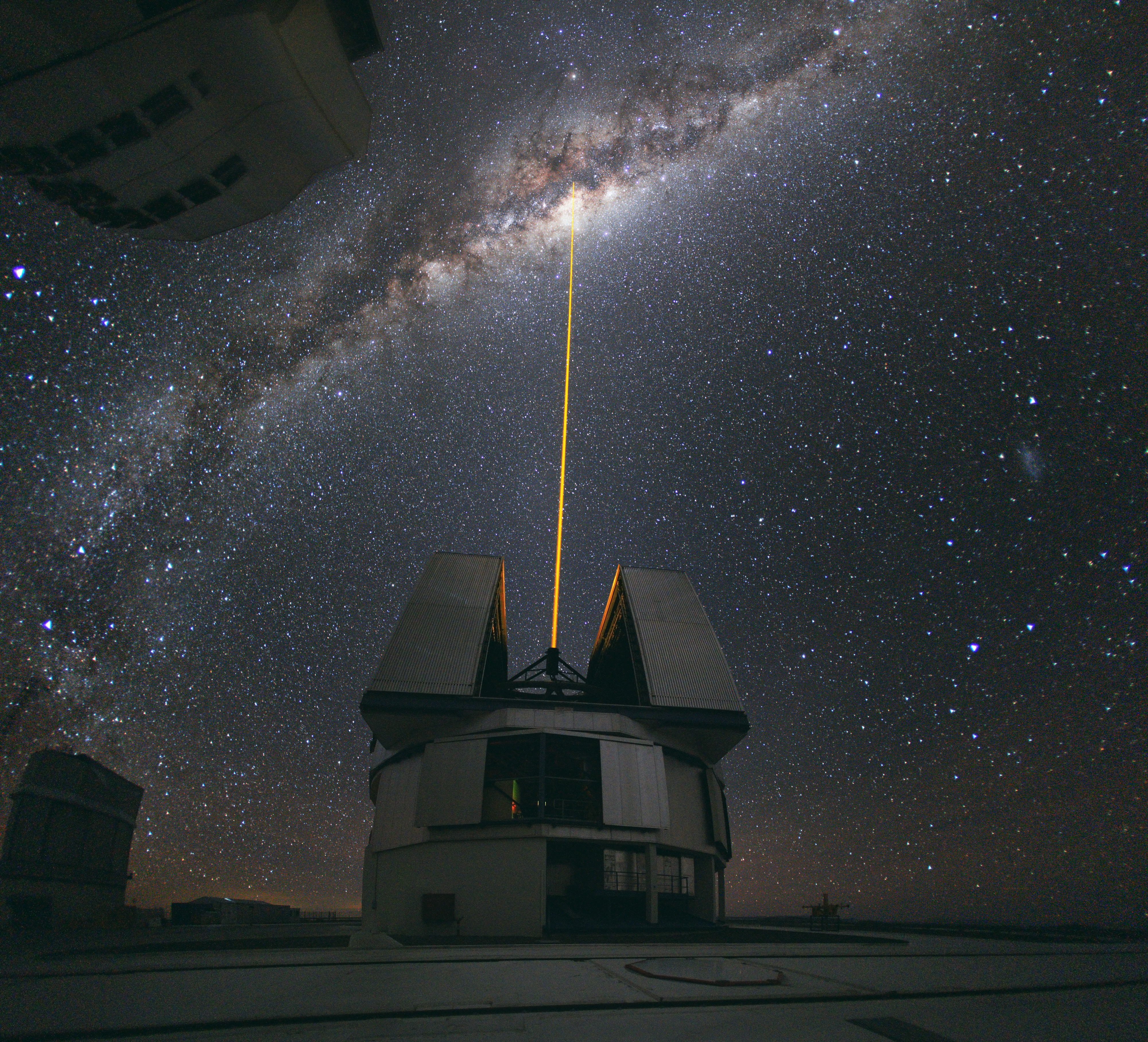
Teleskopet Yepun, en del av Very Large Telescope observerar Vintergatans centrum med hjälp av laser.

Observatorium är en institution eller anläggning där vetenskapliga observationer och forskningsarbete utförs. Vanligen åsyftas astronomiska observatorier, men det finns också meteorologiska, magnetiska, geodetiska och andra observatorier. 
Man kan också skilja på de observatorier som vänder sig till allmänheten med visningsverksamhet, vanligen belägna i städer, och de som används för forskningsändamål, oftast numera belägna på hög höjd i ödemarker för att undvika ljusföroreningar och andra störningar.

## Observatorier i Sverige

### Astronomi
Professionella observatorier:
- Uppsala observatorium - Uppsala universitet
- Stockholms observatorium - Stockholms universitet
- Lunds observatorium - Lunds universitet
- Onsala rymdobservatorium - Chalmers tekniska högskola

Amatörobservatorier och nedlagda proffsobservatorier:
- Stockholms gamla observatorium (museum) - Kungliga Vetenskapsakademien
- Saltsjöbadens observatorium (idag gymnasieskola och amatörobservatorium)
- Observatorieparken, Uppsala (idag lokaler för den Juridiska institutionen vid Uppsala universitet. Teleskopen disponeras av Uppsala Amatörastronomer)
- Kvistabergs observatorium (museum, f.d. filial till Uppsala observatorium) utanför Bro, Upplands-Bro kommun
- Lunds gamla observatorium
- Jävan, f.d. filial till Lunds observatorium (teleskopen disponeras av Tycho Brahe-observatoriet)
- Slottsskogsobservatoriet i Göteborg
- Bengt Hultqvist-observatoriet, samägt av Rymdgymnasiet och Institutionen för rymdvetenskap i Kiruna
- Åkesta observatorium i Västerås
- Tycho Brahe-observatoriet i Malmö
- Djursholms samskolas observatorium i Djursholm
- Frostvikens observatorium i Gäddede
- Umevatoriet i Umeå
- Bifrostobservatoriet utanför Mariestad
- Nolaskolans observatorium i Örnsköldsvik

### Geodesi
- Mårtsboobservatoriet - Lantmäteriet
- Geodetiska observatoriet - Uppsala universitet (1962–2001)

### Geomagnetism och jonosfären
- Geomagnetiskt observatorium
- Uppsala jonosfärobservatorium (1952–1997)

## Historiska astronomiska observatorier i kronologiskt urval
1. Goseck, Tyskland
2. Stonehenge, Storbritannien
3. Abu Simbel, Egypten
4. Kokino, Nordmakedonien

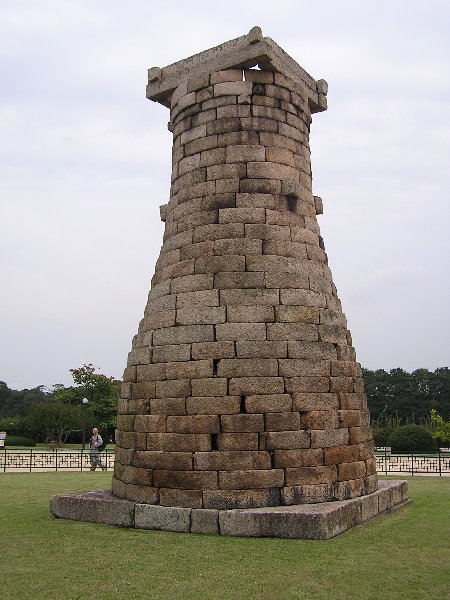
Fjärran österns äldsta astronomiska observatorium byggt mellan 632 och 646 i Cheomseongdae

5. Cheomseongdae, Gyeongju i Sydkorea
6. Angkor Wat, Kambodja
7. Chichén Itzá, Yucatán i Mexiko
8. Ulug Beks observatorium i Samarkand
9. Pekings antika observatorium
10. Jantar Mantar, Indien
11. Observatorium Tusculanum, Danmark

## Kända markbaserade observatorier
- Arecibo-observatoriet, radioteleskop, Puerto Rico.
- Europeiska sydobservatoriet
  - La Silla, ESO, Chile
  - Paranalobservatoriet, ESO, Chile.
- FAST, världens största radioteleskop, Kina.
- Kitt Peak-observatoriet
- Lickobservatoriet
- Mount Wilson-observatoriet
- Palomarobservatoriet
- Pulkovo-observatoriet, Sankt Petersburg.
- Yerkesobservatoriet